# Turcopolo

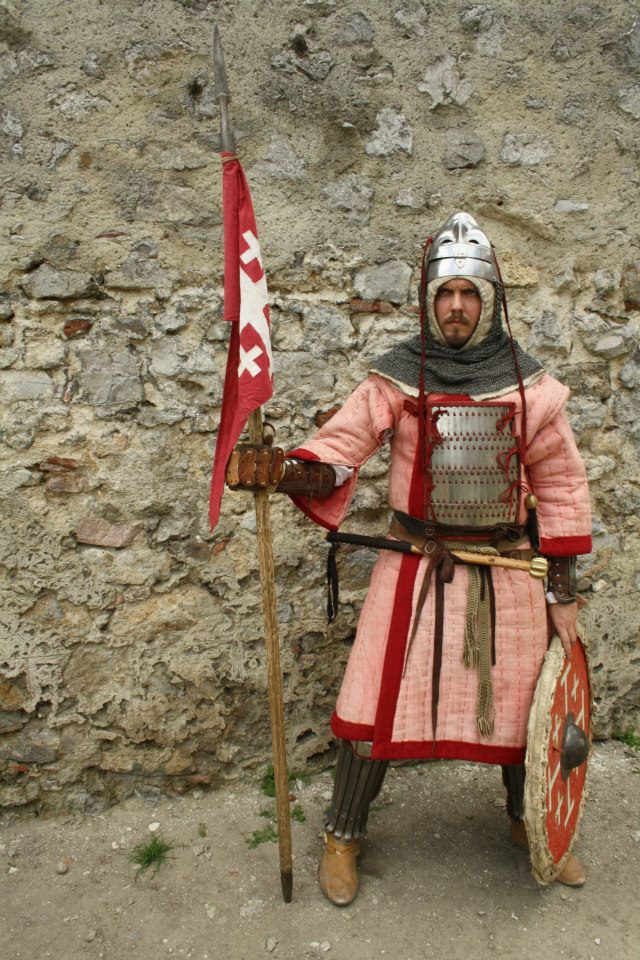
Reconstrucción histórica de un turcopolo del por un recreador eslovaco.

Durante el período de las cruzadas, los turcopolos o turcópolos (del griego: τουρκόπουλοι, «hijos de turcos») fueron arqueros montados y caballería ligera reclutados localmente por el Imperio bizantino y los Estados cruzados del Mediterráneo oriental. Los líderes de estas tropas auxiliares eran llamados turcopolieres, título que pasó a concedérsele a los oficiales de alto rango en los Caballeros templarios y en la Orden Hospitalaria de San Juan de Jerusalén, a cargo de las defensas costeras de Rodas y Malta.Además de las dos Órdenes militares, el ejército del Reino de Jerusalén empleaba turcopolos del rey, comandados por el Gran Turcopolier.

## Historia
El primer contacto de los cruzados con los turcopolos fue durante la Primera Cruzada, en el ejército bizantino. Estas tropas auxiliares eran de orígenes bizantinos y túrquicos mixtos,y eran al menos nominalmente cristianos, si bien algunos pudieron ser musulmanes en la práctica. Raimundo de Aguilers escribió que se les denominó turcopolos porque o bien habían sido criados con turcos, o porque sus padres eran turcos y sus madres cristianas, punto con el que concuerda Alberto de Aquisgrán. Algunas de estas unidades bizantinas acompañaron a la Primera Cruzada, y pudieron haber servido de modelo para el posterior empleo de la caballería ligera indígena por los Estados cruzados.
Los turcopolos no eran necesariamente mercenarios turcos o mestizos, sino que muchos probablemente eran reclutados entre los selyúcidas cristianizados, o entre los cristianos ortodoxos sirios bajo dominio latino. En Tierra Santa, estas unidades estaban más ligeramente protegidas que caballeros y sargentos (hombres de armas a caballo), disponiendo de lanzas y arcos para combatir a las fuerzas musulmanas, más móviles. Los turcopolos sirvieron como caballería ligera en el papel de hostigadores, exploradores, arqueros a caballo y, en ocasiones, en la segunda línea de una carga apoyando a los caballeros y sargentos francos. Sus caballos eran más livianos y veloces que los de las tropas montadas occidentales, y por lo general su armadura consistía sólo en un jubón acolchado o gambesón y un casco cónico de acero.Con el tiempo, el término de turcopolo sufrió una evolución semántica, extendiéndose a soldados de caballería ligera, equipados principalmente con arcos, independientemente de sus orígenes étnicos.
Colaboraron tanto en los ejércitos seculares de Outremer como en las mesnadas de las órdenes militares. En estas últimas tenían un estatus inferior al de los sargentos francos y estaban sujetos a diversas restricciones, que incluían tener que comer en una mesa separada de los demás soldados templarios u hospitalarios.
Las cantidades limitadas de personal militar franco, caballos y armamento fue siempre un problema para los Estados cristianos de Oriente, que se intentó compensar con el alistamiento local de los turcopolos, la montura de caballos autóctonos y el empleo del mismo equipamiento que sus oponentes. En este sentido, el coste de pagar los salarios de elementos mercenarios como los turcopolos fue una de las razones específicas por las que tuvieron que ser enviadas repetidamente a Outremer donaciones en efectivo desde Europa.
En la decisiva batalla de los Cuernos de Hattin de 1187, la Historia Regni Hierosolymitani menciona a 4000 turcopolos como parte de las tropas cristianas derrotadas. Sin embargo, el historiador Steven Runciman considera esta cifra exagerada, y señala que la caballería ligera musulmana estaba probablemente mejor armada que su contrapartida cruzada.
Los mamelucos consideraban a los turcopolos traidores y apóstatas, de manera que ejecutaban a todos los que capturaban. Los miembros de estas unidades que sobrevivieron a la caída de Acre siguieron a las órdenes militares en su partida de Tierra Santa y se establecieron en Chipre junto a los templarios y en Rodas y Malta junto a los hospitalarios. La Orden Teutónica también llamó «Turkopolen» a su propia caballería ligera nativa.

## Turcopolieres y asistentes
Los turcopolos tenían sus propios líderes, llamados turcopolieres, que superaban en rango a los sargentos ordinarios, al menos en la batalla. Entre los altos cargos de la Orden del Temple se incluía el de turcopolier, que mandaba la caballería mercenaria enrolada en Oriente y los hermanos sargentos. Asimismo, entre los asistentes personales del Gran Maestre del Temple se contaba un turcopolo –posiblemente un intérprete o ayudante. En 1567, Francisco Balbi di Correggio informa en su relato sobre el Gran Sitio de Malta que el dirigente de la lengua inglesa de los caballeros de San Juan era el turcopolier de la orden.
Como una reminiscencia moderna, en el priorato de los caballeros de Malta siempre hay un miembro con el cargo de turcopolier.